# リザ・ウォン
リザ・ウォン（汪明荃、Elizabeth “Liza” Wang、1947年8月28日 - ）は、中国江蘇省崇明島（現・上海市崇明区）生まれで香港を中心に活躍する女優、歌手。愛称は汪阿姐。
養子・謝婷婷。

## 人物・来歴
- 1956年秋、9歳の時、香港へ移住。
- 1967年に中学卒業後、1000分の9という難関を突破し麗的映声（RTV＝現亜洲電視）第1期俳優養成クラスに入り、芸能人の道を歩み始める。この養成クラスを一番の成績で卒業し、001番の卒業証書を授与される。
- 1968年、ドラマ「四千金」に大抜擢され、テレビドラマデビュー。
- 1971年、RTVから無綫電視 (TVB) へ移籍。
- 1988年、それまで幾度か名前は挙がっていたが、全国人民代表大会香港代表に選ばれ、2期10年務める。六四事件の際、「この事件により、香港人の心は立ち直れないくらい傷ついています」と発言するなど、香港人の声を中国中央に届けた。
- 1988年、所属先であるTVBがドラマに出演させず、司会の仕事ばかりをあてがう。羅家英と共に粤劇の劇団「福升粤劇団」を立ち上げる。

これまでに2回もの大病を患ったことがある。1回目は1985年、甲状腺に癌が見つかり、手術。2回目は乳腺にしこりが見つかった。どれも発見が早く、手術により回復している。
1990年代、2000年代に入ってからも、数々のドラマや映画に出演している。
2004年には、銀紫荊星章が香港特別行政区政府から授与され、香港電台からは十大中文金曲・金針奨が授与されている。

## 出演作品
いずれも一部。

### RTVテレビドラマ
- 1968年 四千金

### TVBテレビドラマ
- 1973年「私恋」
- 1974年「永恆的春天」、「香港風情書」、「藍与黒」
- 1975年「清宮残夢」、「紅楼夢」、「紫釵記」、「趙五娘」、「金葉菊」
- 1976年「書剣恩仇録」 - 霍青桐 役
- 1976年「宝蓮燈」、「青鳳」、「林冲」、「少年十五二十時」
- 1977年「家変」 - 洛琳 役
- 1977年「畸人列伝」、「淡入淡出」、「瑪麗関七七」、「帝女花」
- 1978年「孖生姐妹」
- 1978年「倚天屠龍記」 - 趙敏 役
- 1979年「天虹」 - 梁沛怡 役
- 1979年「楚留香」 - 沈慧珊 役
- 1979年「不是冤家不聚頭」 - 戚甜兒 役
- 1980年「京華春夢」 - 賀燕秋 役
- 1980年「千王之王」 - 譚小棠 役
- 1981年「四季情」 - 曾敏／曾慧 役
- 1981年「千王群英會」 - 霍思霊 役
- 1981年「楊門女将」 - 穆桂英 役
- 1982年「郎帰晩」
- 1982年「萬水千山総是情」 - 荘夢蝶 役
- 1984年「秋瑾」 - 秋瑾 役
- 1985年「楊家将」 - 華山聖母 役
- 1986年「宝蓮燈」、「屈原」
- 1988年「大都会」
- 1990年「朝陽」
- 1991年「怒剣嘯狂沙」 - 阮素竹 役
- 1998年「鏡花縁伝奇」 - 武則天 役
- 1999年「創世紀」 - 方健平（Lisa） 役
- 2000年「創世紀II之天地有情」 - 方健平（Lisa） 役
- 2000年「雷霆第一関」 - 呂馥明（Ming） 役
- 2001年「婚前昏後」 - 林皓雪 役
- 2002年「無考不成冤家」 - 談何玉儀／何碧儀 役
- 2004年「血薦軒轅」 - 唐碧 役
- 2005年「我的野蛮奶奶」
- 2005年「識法代言人」 - 孫敏儀（状媽） 役
- 2006年「東方之珠」 - 金燕 役
- 2008年「野蛮奶奶大戦戈師奶」 - 戈碧（Ophelia、O姐） 役
- 2008年「東山飄雨西関晴」 - 荘鳳儀 役

### 映画
- 1969年 玫瑰芍薬海棠紅
- 1969年 小姐不在家
- 1978年 大搶特搶
- 1978年 円月彎刀

### 舞台
- 1975年 小城風光
- 1982年 白蛇伝
- 1997年 誰遣香茶挽夢回
- 2002年 如夢之夢

### コンサート
- 1980年 リー・シアター・コンサート
- 1981年 リー・シアター・コンサート
- 1995年 初の紅館コンサート
- 1997年 十荃十美コンサート
- 1999年 最佳友情人コンサート
- 2003年 明荃明曲明星コンサート
- 2007年 我係我コンサート

### バラエティ番組
- K-100
- エンジョイ・ユアセルフ・トゥナイト
- 歓楽満東華
- 万千星輝賀台慶
- 上海伝奇
- 電視大贏家
- 名曲満天星
- 紅星追声名歌Sing